# Liste des maires de Saint-Maixent-l'École
Cet article dresse une liste par ordre de mandat des maires de Saint-Maixent-l'École.

## Liste des maires

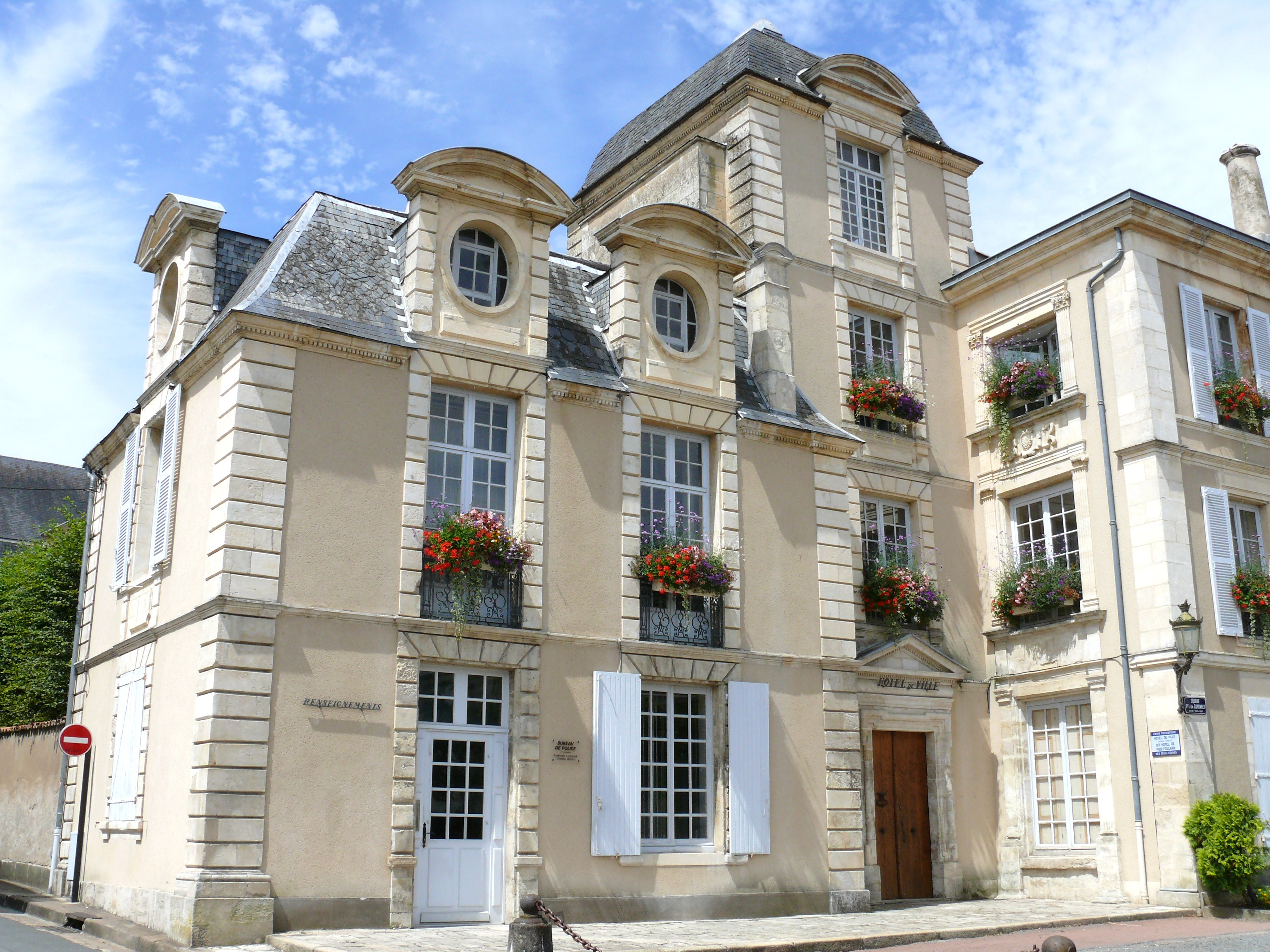
L'hôtel de ville de Saint-Maixent-l'École.

### Maires sous l'Ancien Régime
| Période | Période | Identité                                                    | Étiquette | Qualité                                               |
| ------- | ------- | ----------------------------------------------------------- | --------- | ----------------------------------------------------- |
| 1441    | 1442    | Phelippon Paen et Helye Raoul                               |           |                                                       |
| 1444    | 1445    | Jean Sachier le jeune                                       |           |                                                       |
| 1448    | 1449    | Loys de Conzay et Phelippon Paen                            |           |                                                       |
| 1456    | 1457    | Thibault Gracien et Phelippon Paen                          |           |                                                       |
| 1457    | 1458    | Guillaume Poytevin                                          |           |                                                       |
| 1462    | 1462    | Jean Vernou et François Poictevin                           |           |                                                       |
| 1464    | 1466    | Thibault Gracien et Jean Champdenier                        |           |                                                       |
| 1469    | 1470    | Barthomé Vernou et Pierre Mesnagier                         |           |                                                       |
| 1472    | 1473    | Helye Sachier et Jean Maynier                               |           |                                                       |
| 1474    | 1475    | Barthomé Vernou et Pierre Mesnagier                         |           |                                                       |
| 1475    | 1476    | Jacques Furgault et Denis Clerc                             |           |                                                       |
| 1482    | 1483    | Pierre Paen                                                 |           | Seigneur de Chauray                                   |
| 1483    | 1484    | Charles Quissarme                                           |           |                                                       |
| 1492    | 1493    | Guillaume Paen                                              |           | Seigneur de Chauray                                   |
| 1493    | 1494    | Guillaume Quissarme                                         |           |                                                       |
| 1498    | 1499    | Guillaume Paen                                              |           | Seigneur de Chauray                                   |
| 1499    | 1500    | Richard Estouault                                           |           |                                                       |
| 1505    | 1506    | Vernou                                                      |           |                                                       |
| 1512    | 1513    | Jean Douhet                                                 |           |                                                       |
| 1513    | 1514    | Jean Fradet                                                 |           |                                                       |
| 1515    | 1516    | Jacques Vernou                                              |           |                                                       |
| 1516    | 1517    | Guillaume Sachier                                           |           |                                                       |
| 1517    | 1518    | Jean Quissarme                                              |           | Seigneur de Danzay                                    |
| 1520    | 1521    | Pierre Paen                                                 |           |                                                       |
| 1521    | 1522    | Bernard Palustre                                            |           |                                                       |
| 1525    | 1526    | Pierre Paen                                                 |           |                                                       |
| 1526    | 1527    | Charles Fradin                                              |           | Seigneur de Russay                                    |
| 1527    | 1528    | Pierre Gracien                                              |           |                                                       |
| 1528    | 1529    | Guillaume Palustre                                          |           |                                                       |
| 1529    | 1530    | Jean Bouslaye                                               |           |                                                       |
| 1530    | 1531    | Aimery de Leau                                              |           |                                                       |
| 1531    | 1532    | Jean Vernou                                                 |           | Seigneur de Bonneuil                                  |
| 1532    | 1533    | Guillaume Le Riche                                          |           | Seigneur de Claveau                                   |
| 1533    | 1534    | Pierre Paen                                                 |           |                                                       |
| 1534    | 1535    | Pierre Bouslaye                                             |           |                                                       |
| 1535    | 1536    | Jean Jauzeleau                                              |           |                                                       |
| 1537    | 1538    | Jacques Sachier                                             |           |                                                       |
| 1538    | 1539    | Jacques Coutineau                                           |           |                                                       |
| 1539    | 1540    | Étienne Girard                                              |           |                                                       |
| 1540    | 1541    | Pierre Texier                                               |           | Seigneur de la Faugère                                |
| 1541    | 1542    | Guillaume Palustre                                          |           |                                                       |
| 1542    | 1543    | Pierre Bouslaye                                             |           |                                                       |
| 1543    | 1544    | Pierre Paen                                                 |           | Seigneur de Chauray                                   |
| 1544    | 1545    | Jacques Fradin                                              |           |                                                       |
| 1545    | 1546    | Aimery de Leau                                              |           |                                                       |
| 1546    | 1547    | Jacques Marchant                                            |           | Seigneur du Puy-Bourassier                            |
| 1547    | 1548    | Michel Le Riche                                             |           | Seigneur de Claveau                                   |
| 1548    | 1549    | Jacques Nesdeau                                             |           |                                                       |
| 1549    | 1550    | Charles Lecomte                                             |           |                                                       |
| 1550    | 1551    | Pierre Coutineau                                            |           |                                                       |
| 1551    | 1552    | Jean Boiceau                                                |           |                                                       |
| 1552    | 1553    | Michel Bouslaye                                             |           |                                                       |
| 1553    | 1554    | André Desfontaines                                          |           | Seigneur d'Aiript                                     |
| 1554    | 1555    | André Boiceau                                               |           |                                                       |
| 1555    | 1556    | Philippe Nesdeau                                            |           |                                                       |
| 1556    | 1557    | Jean Guillot                                                |           | Seigneur des Fontaines                                |
| 1557    | 1558    | François Pouget                                             |           |                                                       |
| 1558    | 1559    | François Aymon                                              |           |                                                       |
| 1559    | 1560    | André Pelletier                                             |           | Seigneur de la Paillerie                              |
| 1560    | 1561    | Pierre Maynier                                              |           |                                                       |
| 1561    | 1562    | Pierre Sachier                                              |           |                                                       |
| 1562    | 1563    | François Texier                                             |           | Seigneur de la Gloutière                              |
| 1563    | 1564    | Jacques Douhet                                              |           |                                                       |
| 1564    | 1565    | Étienne de Veillechèze                                      |           |                                                       |
| 1565    | 1566    | François Masson                                             |           |                                                       |
| 1566    | 1567    | Étienne Texier                                              |           |                                                       |
| 1567    | 1568    | François Pallustre                                          |           |                                                       |
| 1568    | 1569    | Étienne Thibault                                            |           |                                                       |
| 1569    | 1570    | François Aymon                                              |           |                                                       |
| 1570    | 1571    | Donat Macrodor                                              |           |                                                       |
| 1571    | 1572    | Jean Guillot                                                |           |                                                       |
| 1572    | 1573    | François Urtebize                                           |           | Seigneur de la Vergne                                 |
| 1573    | 1573    | Pierre Bouslaye                                             |           | Seigneur d'Arlay                                      |
| 1573    | 1574    | Jacques Marchant                                            |           | Seigneur du Puy-Bourassier et de la Garenne           |
| 1574    | 1575    | Jacques Cardel                                              |           | Seigneur de la Morinière                              |
| 1575    | 1576    | Paul Palustre                                               |           | Seigneur de Montifault                                |
| 1576    | 1577    | François Gerbier                                            |           | Seigneur de la Crezesse                               |
| 1577    | 1578    | Jean Peign                                                  |           | Seigneur de la Blanchardière                          |
| 1578    | 1579    | Jacques Douhet                                              |           | Seigneur de la Berlière                               |
| 1579    | 1580    | Pierre de Veillechèze                                       |           | Seigneur des Essarts                                  |
| 1580    | 1581    | François Masson                                             |           | Seigneur de Breuilbon                                 |
| 1581    | 1582    | Pierre Texier                                               |           | Seigneur de la Fuye                                   |
| 1582    | 1583    | Charles Marchant                                            |           | Seigneur de Russay                                    |
| 1583    | 1584    | Charles Denyort                                             |           | Seigneur de la Vienne                                 |
| 1584    | 1585    | Louis Lambert                                               |           | Seigneur de Vitré                                     |
| 1585    | 1586    | Philippe Nesdeau                                            |           | Seigneur de la Richerie                               |
| 1586    | 1587    | Jacques Chauvet                                             |           | Seigneur de la Rivière                                |
| 1587    | 1588    | François Gerbier                                            |           | Seigneur de Crezesse                                  |
| 1588    | 1589    | André Boigeau                                               |           | Seigneur de Boisbourdet                               |
| 1589    | 1594    | François Masson                                             |           | Seigneur de Breuilbon                                 |
| 1594    | 1595    | Pierre Texier                                               |           |                                                       |
| 1595    | 1596    | Pierre Chauvin                                              |           |                                                       |
| 1596    | 1597    | Maixent Coutineau                                           |           | Seigneur de la Fraignée                               |
| 1597    | 1598    | Jean Le Riche                                               |           | Seigneur de Nerbonneau                                |
| 1598    | 1599    | David Brunet                                                |           | Seigneur de la Réalière                               |
| 1599    | 1600    | Séraphin Sacher                                             |           | Seigneur de la Grange                                 |
| 1600    | 1601    | Jean Peign                                                  |           | Seigneur de la Blanchardière                          |
| 1601    | 1602    | Charles Sacher                                              |           | Seigneur des Groyes                                   |
| 1602    | 1603    | Pierre Girault                                              |           | Seigneur de la Chastaudrie                            |
| 1603    | 1604    | François de Veillechèze                                     |           | Seigneur de la Morlière                               |
| 1604    | 1605    | Charles Denyort le jeune                                    |           |                                                       |
| 1605    | 1606    | Bernard Palustre                                            |           |                                                       |
| 1606    | 1607    | François Aymon                                              |           | Seigneur de Chambort                                  |
| 1607    | 1608    | François Gerbier                                            |           | Seigneur de la Chaillochère                           |
| 1608    | 1609    | Pierre Masson                                               |           | Seigneur de la Bouillacrère                           |
| 1609    | 1610    | Pierre Greffier                                             |           | Seigneur de Touvois                                   |
| 1610    | 1611    | Pierre Masson                                               |           | 2e élection                                           |
| 1611    | 1612    | Jean Texier                                                 |           | Seigneur de la Fuye                                   |
| 1612    | 1613    | Charles Palustre                                            |           | Seigneur de Montifaut                                 |
| 1613    | 1614    | Pierre Aymon                                                |           | Seigneur de la Pillochère                             |
| 1614    | 1615    | Pierre Coutineau                                            |           |                                                       |
| 1615    | 1616    | Jean Greffier                                               |           |                                                       |
| 1616    | 1617    | François Texier                                             |           | Seigneur de Malvoisine                                |
| 1617    | 1618    | André Chauvin                                               |           | Seigneur de Verrière                                  |
| 1618    | 1619    | Étienne Devallée                                            |           | Seigneur de la Thibaudière                            |
| 1619    |         | Jacques Chevalier                                           |           | Seigneur de la Chevalerie                             |
| 1619    | 1620    | Charles de Nyort                                            |           | Seigneur de la Vienne                                 |
| 1620    | 1621    | Pierre Gamyn                                                |           | Seigneur d'Eperon                                     |
| 1621    | 1622    | Aimery Denyort                                              |           |                                                       |
| 1622    | 1623    | Pierre Greffier                                             |           | Seigneur du Touvois                                   |
| 1623    | 1624    | François Texier                                             |           | 2e élection                                           |
| 1624    | 1625    | Guillaume Le Riche                                          |           |                                                       |
| 1625    | 1626    | Georges Pavin                                               |           | Seigneur de la Maironnière                            |
| 1626    | 1627    | Jean Peign                                                  |           | 2e élection                                           |
| 1627    | 1628    | Jacques Greffier                                            |           |                                                       |
| 1628    | 1629    | Pierre Chollet                                              |           | Seigneur de Lespinière                                |
| 1629    | 1630    | François de Veillechèze                                     |           | Seigneur des Essarts                                  |
| 1630    | 1631    | Michel Le Riche                                             |           | Seigneur des Groies                                   |
| 1631    | 1632    | André Douhet                                                |           |                                                       |
| 1631    | 1632    | Paul Le Riche                                               |           | Seigneur de l'Ingrimière                              |
| 1632    | 1633    | Jacques Deneufville                                         |           | Seigneur de la Place                                  |
| 1633    | 1634    | Michel Le Riche                                             |           | 2e élection                                           |
| 1634    | 1635    | Hélénus Coutineau                                           |           | Seigneur du Courtiou                                  |
| 1635    | 1636    | Jean Le Riche                                               |           | Seigneur du Genest                                    |
| 1636    | 1638    | Georges Favier                                              |           |                                                       |
| 1638    | 1639    | Pierre Denyort                                              |           |                                                       |
| 1639    | 1640    | Louis Peign                                                 |           |                                                       |
| 1640    | 1641    | Nicolas Aymon                                               |           |                                                       |
| 1641    | 1642    | Michel de Veillechèze                                       |           | Seigneur du Bizon                                     |
| 1642    | 1643    | Jacques Greffier                                            |           | 2e élection                                           |
| 1643    | 1644    | François Aymon                                              |           |                                                       |
| 1644    | 1645    | Pierre Cassin                                               |           | Seigneur de Virsay                                    |
| 1645    | 1646    | Charles Le Riche                                            |           | Seigneur de la Chanbaudière                           |
| 1646    | 1647    | Gabriel Brunet                                              |           |                                                       |
| 1647    | 1648    | Jean Viault                                                 |           |                                                       |
| 1648    | 1649    | Paul Gogue                                                  |           |                                                       |
| 1649    | 1650    | Pierre Baugier                                              |           |                                                       |
| 1650    | 1651    | Jean Le Riche                                               |           | Seigneur de la Chancelerie                            |
| 1651    | 1652    | Jean Texier                                                 |           | Seigneur de la Caillerie                              |
| 1652    | 1653    | Paul Palustre                                               |           |                                                       |
| 1653    | 1654    | Hélénus Coutineau                                           |           | 2e élection                                           |
| 1654    | 1655    | Pierre Greffier                                             |           | Seigneur des Touches                                  |
| 1655    | 1656    | Pierre Favier                                               |           |                                                       |
| 1656    | 1657    | Hélie Fradin                                                |           | Seigneur de la Morinière                              |
| 1657    | 1658    | Jean Texier                                                 |           | Seigneur de la Gloutière                              |
| 1658    | 1659    | Pierre Palustre                                             |           | Seigneur de Boisne                                    |
| 1659    | 1660    | Pierre Peign                                                |           | Seigneur de la Bidolière                              |
| 1660    | 1661    | René Greffier                                               |           | Seigneur de Touvois                                   |
| 1661    | 1662    | Paul Pavin                                                  |           | Seigneur de la Fortranche                             |
| 1662    | 1663    | Charles Clément                                             |           | Seigneur de la Boistrie                               |
| 1663    | 1664    | François Ferruyau                                           |           |                                                       |
| 1664    | 1668    | Pierre Peign                                                |           | 2e, 3e, 4e et 5e élections                            |
| 1668    | 1671    | Paul Pavin                                                  |           | 2e, 3e et 4e élections                                |
| 1671    | 1674    | René Greffier                                               |           | Seigneur de Touvois 1re, 2e et 3e élections           |
| 1674    | 1679    | Paul Pavin                                                  |           | 5e, 6e, 7e, 8e et 9e élections                        |
| 1679    | 1680    | Georges Favier                                              |           | Seigneur de la Lambertière                            |
| 1680    | 1684    | Hilaire Gogue                                               |           | Seigneur de Bois-des-Prés 1re, 2e, 3e et 4e élections |
| 1684    | 1689    | Paul Pavin                                                  |           | Seigneur de la Fortranche 10e à 14e élections         |
| 1689    | 1691    | Pierre Sarget                                               |           | Seigneur de la Berjardière 1re et 2e élections        |
| 1691    | 1692    | Hilaire Gogue                                               |           |                                                       |
| 1692    | 1693    | René Palustre                                               |           |                                                       |
| 1693    | 1697    | Pierre Sarget                                               |           | Seigneur de la Berjardière 3e, 4e, 5e et 6e élections |
| 1697    | 1705    | Pierre Greffier                                             |           | Seigneur des Touches 8 élections consécutives         |
| 1706    | 1715    | Pierre Sauzeau                                              |           | 9 élections consécutives                              |
| 1715    | 1716    | Maixent Salvard                                             |           |                                                       |
| 1716    | 1717    | Pierre Sauzeau                                              |           | 10e élection                                          |
| 1717    | 1718    | Maixent Salvard                                             |           |                                                       |
| 1718    | 1719    | Henri Birot d'Oriamant                                      |           |                                                       |
| 1719    | 1723    | Charles Bruneau                                             |           | Seigneur de Lhommeau 1re, 2e, 3e et 4e élections      |
| 1724    |         | Pierre-Joseph Coutineau                                     |           |                                                       |
| 1725    | 1728    | Louis Chaigneau                                             |           | Seigneur de la Guionnière 1re, 2e et 3e élections     |
| 1728    | 1733    | Guillaume Bruslon                                           |           | 5 élections consécutives                              |
| 1733    | 1740    | François Giraudeau                                          |           | Seigneur de Germon 9 élections consécutives           |
| 1740    | 1742    | Pierre-Louis Chaigneau                                      |           | 1re et 2e élections                                   |
| 1742    | 1744    | Geoffroy Picoron                                            |           | Seigneur de la Guiettrie 1re et 2e élections          |
| 1745    |         | Laurent François Daguin                                     |           | Seigneur de la Roche                                  |
| 1746    | 1765    | Geoffroy Picoron de la Guiettrie Laurent Daguin de la Roche |           | Alternativement                                       |
| 1765    | 1768    | Georges Richard Sauzeau                                     |           |                                                       |
| 1768    | 1771    | François Anne Guigouo de La Chaud                           |           |                                                       |
| 1771    | 1775    | Pierre Charles Vaslet des Guibertières                      |           |                                                       |
| 1775    | 1781    | Laurent-François Daguin de la Roche                         |           |                                                       |
| 1781    | 1789    | Alexandre-Pierre Clerc de La Salle                          |           |                                                       |

### Maires de 1790 à nos jours
| Période   | Période               | Identité                            | Étiquette                  | Qualité |
| --------- | --------------------- | ----------------------------------- | -------------------------- | --- |
| 1790      | 1791                  | Laurent-François Daguin de La Roche |                            | |
| 1791      | 1791                  | Philippe Geay de La Fragnay         |                            | |
| 1791      | 1792                  | Maixent-Bonaventure Coyault         |                            | |
| 1792      | 1794                  | Joseph Cochon                       |                            | |
| 1794      | 1799                  | Joseph-Isaac Girault-Crouzon        |                            | |
| 1799      | 1800                  | Charles-Marie Petit                 |                            | |
| 1800      | 1801                  | François Garran de Balzan           |                            | |
| 1801      | 1811                  | Joseph-Isaac Girault-Crouzon        |                            | |
| 1811      | 1811                  | Maixent-Étienne Garnier             |                            | |
| 1812      | 1830                  | Joseph-Isaac Girault-Crouzon        |                            | |
| 1830      | 1840                  | Charles-Samuel Chaudreau            |                            | |
| 1840      | 1841                  | Benjamin-Hercule Nosereau           |                            | |
| 1841      | 1841                  | Jean-Bernard Giraudeau de Germon    |                            | |
| 1841      | 1841                  | Auguste-Anselme Richard             |                            | |
| 1841      | 1848                  | Charles-Samuel Chaudreau            |                            | |
| 1848      | 1848                  | Alphonse Pougnet                    |                            | |
| 1848      | 1849                  | Pierre Levesque                     |                            | |
| 1849      | 1853                  | Charles-Samuel Chaudreau            |                            | |
| 1853      | 1855                  | Auguste-Anselme Richard             |                            | |
| 1855      | 1857                  | Benjamin-Hercule Nosereau           |                            | |
| 1858      | 1863                  | Philippe Garran de Balzan           |                            | |
| 1863      | 1870                  | Benjamin-Hercule Nosereau           |                            | |
| 1873      | 1882 (démission)      | Pierre Goguet                       | Républicain                | Notaire Sénateur des Deux-Sèvres (1882 → 1886) Conseiller général de Saint-Maixent-l'École-2 (1871 → 1886) Président du conseil général des Deux-Sèvres (1882 → 1886)                                                       |
| 1882      | 1888                  | Paul Mussat                         |                            | |
| 1888      | 1892                  | Pierre Guimard                      |                            | |
| 1892      | 1896                  | Gustave Hublin                      |                            | |
| 1896      | 1900                  | Georges Richard                     |                            | |
| 1900      | 1904                  | Jules Hays                          |                            | |
| 1904      | 1908                  | Gustave Hublin                      |                            | |
| 1908      | 1919                  | Pierre Boutin                       |                            | |
| 1919      | 1925                  | Fernand Proust                      |                            | |
| 1925      | 1927                  | Eugène Simonnet                     |                            | |
| 1927      | 1941                  | Julien Moinard                      |                            | |
| 1941      | 1957                  | Léon Guyonnet                       |                            | Docteur |
| 1957      | mars 1959             | Paul Favreau                        |                            | |
| mars 1959 | mars 1970 (démission) | Jacques Fouchier                    | CNIP puis CD               | Vétérinaire Député de la 2e circonscription des Deux-Sèvres (1958 → 1986) Conseiller général de Saint-Maixent-l'École-1 (1951 → 1970) Président du conseil général des Deux-Sèvres (1967 → 1970)                            |
| mars 1970 | mars 1977             | Louis Brebion                       |                            | |
| mars 1977 | mars 1989             | Camille Lamberton                   | PS puis DVG                | Conseiller général de Saint-Maixent-l'École-1 (1970 → 1994) |
| mars 1989 | mai 2020              | Léopold Moreau                      | UDF-PR puis DL puis UMP-LR | Maître de conférences Conseiller général de Saint-Maixent-l'École-2 (1992 → 2015) Conseiller départemental de Saint-Maixent-l'École (2015 → 2021) 1er vice-président du conseil départemental des Deux-Sèvres (2015 → 2021) |
| mai 2020  | En cours              | Stéphane Baudry                     | GÉ                         | Professeur d'histoire-géographie |